# Amalie Wilke

Bildnis der Elisabeth Oberbüchler; Öl auf Leinwand

Amalie Wilke, genannt Mally, (* 16. April 1876 in Braunfels, Kreis Wetzlar; † 31. August 1954 in Braunschweig) war eine deutsche Malerin, Karikaturistin und Kopistin.

## Leben
Amalie war die Enkelin des Braunschweiger Landschaftsmalers Hans Heinrich Georg Brandes. Sie besuchte zunächst die Kunstgewerbeschule in Braunschweig und ab 1899 die sogenannte Damenakademie des Münchner Künstlerinnenvereins. Sie war mit dem spanischen Militärschriftsteller J. Lasalle y Boluda verheiratet, als sie in München den ebenfalls aus Braunschweig stammenden Maler Rudolf Wilke kennenlernte. Nach dem Tode ihres ersten Ehemannes heiratete sie 1905 Wilke, mit dem sie die Kinder Charlotte (1906–1982) und Ulfert (1907–1987) hatte. 1908 verstarb auch ihr zweiter Ehemann, und sie kehrte nach Braunschweig zurück.
Hier war sie als Malerin und Kopistin Alter Meister tätig. Gemeinsam mit Ehm Welk gab sie nach 1918 die satirische Zeitschrift Eulenspiegel heraus. Sie fertigte für diese Karikaturen über die politischen Zustände in Deutschland, insbesondere in Braunschweig. Um etwas dazuzuverdienen, betätigte sie sich als Straßenverkäuferin dieser Zeitschriften in Hannover. Anschließend lebte sie für einige Jahre in Berlin, ehe sie 1946 wieder nach Braunschweig zurückkehrte. Zu den Bildern, die sie kopierte, gehörte beispielsweise ein Porträt von Elisabeth Oberbüchler nach dem Originalwerk des französischen Malers Antoine Pesne (1683–1757).